# ۲۳۹ (قمری)
۲۳۹ (قمری)، دویست و سی و نهمین سال در گاهشماری هجری قمری است. اول محرم این سال برابر با شانزدهم ژوئن سال ۸۵۳ میلادی است.

## وابسته
- محمد زکریای رازی